# Bolle akker

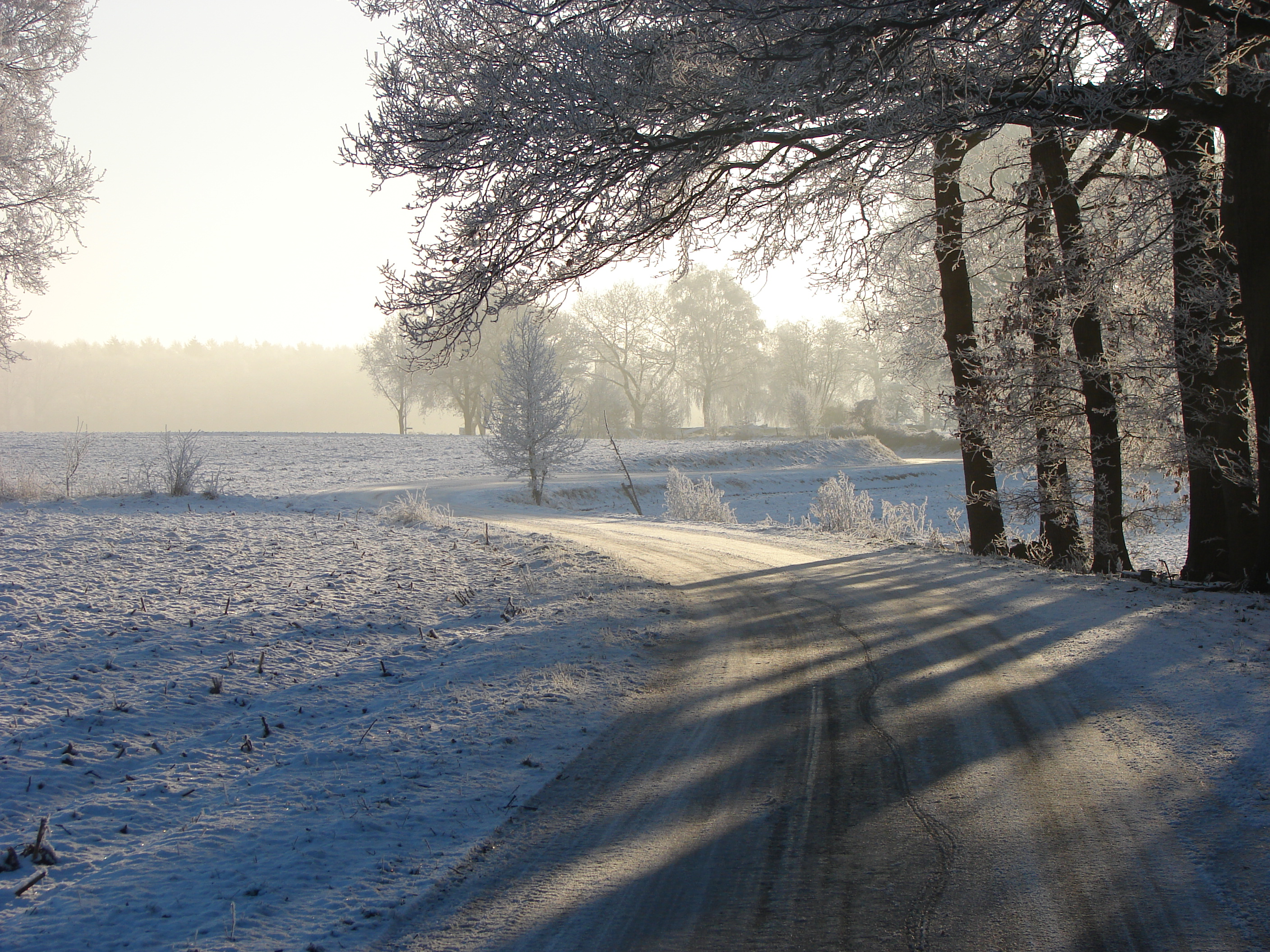
Besneeuwde bolle akkers te Heidenhoek

Een bolle akker of bolakker is een vanuit het midden glooiende akker. Het effect is kunstmatig ontstaan door een bepaalde wijze van ploegen en had ten doel de afwatering te optimaliseren. Door bij het ploegen de grond steeds inwaarts op het perceel te keren, bereikte men deze hoogteverschillen.
De bolle akkers vormen een variant van de op ruggen geploegde akkers (Duits: Wölbäcker, Engels: ridge and furrow), die sinds de hoge middeleeuwen algemeen zijn op de lager gelegen en zwaardere gronden in Noordwest-Europa. Hiervoor gebruikte men een wielploeg of karploeg, die werd getrokken door vier tot zes paarden of ossen.
Deze akkers zijn in Nederland regionaal onder verschillende namen bekend. In West-Friesland noemt men het 'kussentjesakkers' en in Groningen 'kruinige percelen', terwijl ze in Friesland bekendstaan als 'varkensruggetjes'. In gebieden waar vroeger tabak werd geteeld, zoals rond Nijkerk zijn veel bolakkers te vinden.
In België komen bolakkers op meerdere plaatsen voor, zoals rond Menen, in het Waasland en de Kempen. In het Waasland bleek bij archeologisch onderzoek aan de laatmiddeleeuwse vierkantige bolle akkers dat deze in een keer waren aangelegd. De lensvormige percelen waren in het centrum enige meters hoger dan aan de rand. Door circulair ploegen werd de bolling in stand gehouden. In het Waasland was deze akkervorm zeer algemeen, in 1950 werden er nog 35.000 bolle akkers geteld. De velden zijn omgeven door een sloot voor de afwatering met schaarhout aan de wallenkant.